# かけこみワイド・鶴光のまかせなさい!
『かけこみワイド・鶴光のまかせなさい!』（かけこみワイド・つるこのまかせなさい!）はニッポン放送で放送されていたラジオ番組である。パーソナリティは笑福亭鶴光。
2003年3月まで16年間放送されていた『鶴光の噂のゴールデンアワー』は、本番組の後継番組である。

## 放送時間
- 1986年10月11日 - 1987年4月4日 毎週土曜日 18:00 - 20:00
  - この内、19:00 - 20:00の枠はネット枠となっており、NRN系列の一部の局がネットを受けていた。
  - 前年、1985年度と翌年、1987年度はこの時間に『だんとつタモリ おもしろ大放送!』を放送していたが、本番組放送のため1986年度のみ金曜日18:00に移動、『金曜タモリ おもしろ大放送』というタイトルで放送していた。

## 主なコーナー、企画
- マル秘夫婦生活自慢
- 奥様テレクラごっこ

## ネット局
ネット局は全て土曜 19:00 - 20:00の放送。
- 青森放送
- 山形放送
- 山陰放送
- 四国放送
- 南海放送
- 高知放送